# Дорохов Роман Олександрович
Роман Олександрович Дорохов (15 жовтня 1915, село Мало-Понюшино Барнаульського повіту Томської губернії, тепер у складі міста Алейська Алтайського краю, Російська Федерація — 16 травня 1964, тепер Російська Федерація) — радянський діяч, 1-й секретар Горно-Алтайського обласного комітету КПРС. Депутат Верховної Ради РРФСР 4-го скликання. Депутат Верховної Ради СРСР 6-го скликання.

## Життєпис
Народився в селянській родині. Закінчив Барнаульський педагогічний технікум. У 1934 році вступив до комсомолу.
У 1934—1939 роках — завідувач початкової школи, директор середньої школи, інспектор районного відділу народної освіти.
У 1939 році закінчив Томський державний педагогічний інститут.
З листопада 1939 по 1946 рік служив у артилерійських полках Червоній армії, учасник німецько-радянської війни. Член ВКП(б) з 1942 року.
У 1944 році був командиром батареї артилерійського дивізіону 16-ї гвардійської механізованої бригади 6-го гвардійського механізованого корпусу 4-ї гвардійської танкової армії 1-го Українського фронту. У 1945 році — ад'ютант старший артилерійського дивізіону 16-ї гвардійської механізованої бригади 4-ї гвардійської танкової армії 1-го Українського фронту.
У 1946—1947 роках — директор середньої школи.
У 1947—1949 роках — завідувач сектору, заступник завідувача відділу партійних, профспілкових та комсомольських органів Алтайського крайового комітету ВКП(б).
У 1949—1955 роках — 1-й секретар Благовіщенського районного комітету ВКП(б)(КПРС) Алтайського краю.
У 1955 — січні 1960 року — заступник голови виконавчого комітету Алтайської крайової ради депутатів трудящих.
У січні 1960 — 16 травня 1964 року — 1-й секретар Горно-Алтайського обласного комітету КПРС.
Раптово помер 16 травня 1964 року.

## Звання
- старший лейтенант
- капітан

## Нагороди
- орден Леніна (1955)
- орден Червоного Прапора (6.02.1945)
- два ордени Вітчизняної війни І-го ступеня (28.03.1944, 21.05.1945)
- орден Трудового Червоного Прапора
- медаль «За оборону Москви»
- медаль «За взяття Берліна»
- медаль «За визволення Праги»
- медаль «За перемогу над Німеччиною у Великій Вітчизняній війні 1941—1945 рр.»
- медаль «За трудову доблесть»